# Gerlachus Suikers

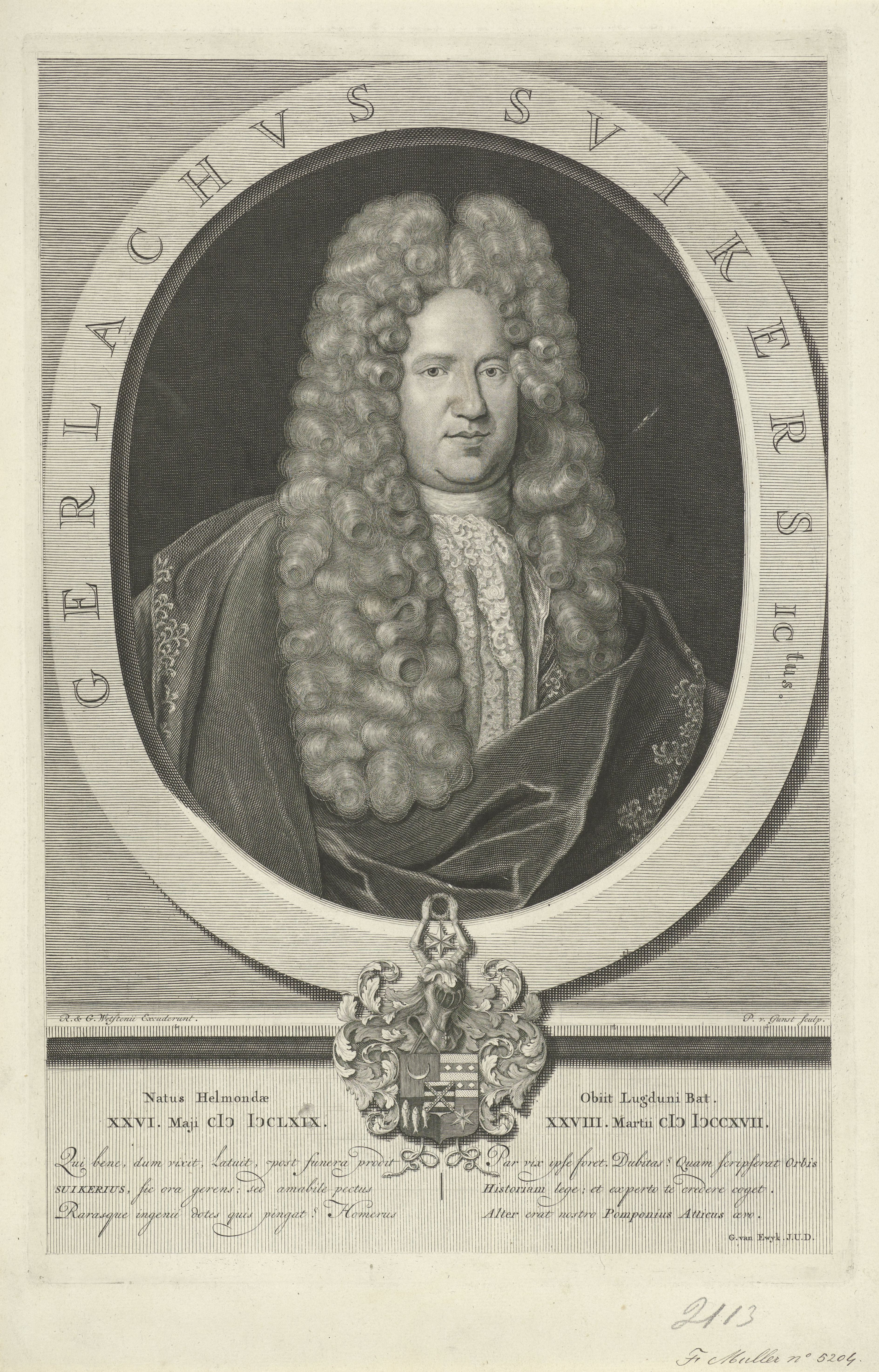
Portret van Gerlachus Suikers door Pieter van Gunst.

Gerlachus Suikers of Geerlof Suykers (Helmond, 26 mei 1669 - Leiden, 28 maart 1717) was een historicus.
Hij was de zoon van de stadssecretaris van Helmond, die eveneens Geerlof Suykers heette.
Geerlof volgde de Latijnse School te Helmond en studeerde daarna rechten te Leiden. Naast zijn advocatenpraktijk was hij bezig als geleerde. Hij correspondeerde met tal van binnen- en buitenlandse geleerden en schreef aan zijn vijfdelige wereldgeschiedenis, met de titel Algemene Kerkelijke en Wereldlijke Geschiedenissen des Aardkloots.
Toen hij op jonge leeftijd stierf was dit werk nog niet af. Het werd door Isaak Verburg voltooid en van 1721-1728 uitgegeven.